# Deacon Peak
Deacon Peak är en bergstopp i Antarktis. Den ligger i Sydshetlandsöarna. Argentina, Chile och Storbritannien gör anspråk på området. Toppen på Deacon Peak är 170 meter över havet.
Terrängen runt Deacon Peak är huvudsakligen kuperad, men den allra närmaste omgivningen är varierad. Havet är nära Deacon Peak åt sydost. Trakten är obefolkad. Det finns inga samhällen i närheten. 